# Acmonia dichroa
Acmonia dichroa är en insektsart som först beskrevs av Ernst Friedrich Germar 1830.  Acmonia dichroa ingår i släktet Acmonia och familjen lyktstritar. Inga underarter finns listade i Catalogue of Life.